# Chiguirip (distrito)
Chiguirip é um distrito do Peru, departamento de Cajamarca, localizada na província de Chota.

## Transporte
O distrito de Chiguirip é servido pela seguinte rodovia:
- CA-105, que liga o distrito de Chota à cidade de Cutervo[1][2][3]